# Molophilus (Molophilus) lupus
Molophilus (Molophilus) lupus is een tweevleugelige uit de familie steltmuggen (Limoniidae). De soort komt voor in het Oriëntaals gebied.